# Morska Artyleria Ciężka
Morska Artyleria Ciężka (ros.  Морская Тяжелая артиллерия, MTA) - formacja ciężkiej artylerii Armii Dońskiej, a następnie Sił Zbrojnych Południa Rosji.

## Historia
Powstała na początku 1919 r. jako formacja sił rzecznych Armii Dońskiej. Początkowo składała się z sześciu dywizjonów, rozwiniętych później do dziewięciu. Każdy dywizjon miał dwie baterie ciężkich dział morskich, posadowionych na platformach kolejowych. Jedynie działa 6 dywizjonu były ciągnięte przez ciężkie traktory. 9 dywizjon był oddziałem ćwiczebnym. Każda bateria miała na uzbrojeniu 2 ciężkie działa morskie. Pełniła niejako rolę ciężkiego pociągu pancernego. Cechą różniącą je jednak od pociągów pancernych było to, że dywizjony MTA mogły być używane też na barkach rzecznych (nigdy do tego jednak nie doszło). System mocowania pancernych platform z działami na barkach wymyślił por. inż. Barkow. Dywizjony MTA ukompletowane były oficerami sił morskich. Dowództwo, na czele którego stał kpt. 1 rangi Podgornyj i 9 dywizjon stacjonowały w Taganrogu. 1 bateria MTA została sformowana 7 lutego 1919 r. w Rostowie nad Donem. Reszta baterii powstała w Taganrogu. Wszystkie otrzymały morskie działa z twierdzy w Sewastopolu. 
Rozkazem głównodowodzącego Sił Zbrojnych Południa Rosji z 21 września 1919 r. Morska Artyleria Ciężka (oprócz 3 dywizjonu) została podporządkowana inspektorowi artylerii Sił Zbrojnych Południa Rosji. Później część baterii pozostawiono w Noworosyjsku, gdzie dostały się w ręce oddziałów bolszewickich. Część baterii została zniszczona podczas walk. Ocalałe znalazły się na Krymie (1 i 3 dywizjon), gdzie przeformowano je w ciężkie pociągi pancerne, które otrzymały nazwy zniszczonych lub porzuconych przez wojska białych pociągów pancernych.

## Skład organizacyjny
- inspektor - kpt. 2 rangi Podgornyj
- 1 morski ciężki dywizjon artylerii - d-ca kpt. 2 rangi Podgornyj
  - 1 bateria - d-ca starszy lejt. Maksimowicz
  - 2 bateria - d-ca kpt. Drużelowski
- 2 morski ciężki dywizjon artylerii - d-ca płk Ciceron
  - 3 bateria - d-ca starszy lejt. Rossert
  - 4 bateria - d-ca kpt. Koczetow
- 3 morski ciężki dywizjon artylerii - p.o. d-cy ppłk Kusznariew
  - 5 bateria
  - 6 bateria
- 4 morski ciężki dywizjon artylerii - d-ca płk Kiriłłow
  - 7 bateria - d-ca starszy lejt. Jelkin
  - 8 bateria
- 5 morski ciężki dywizjon artylerii - d-ca miczman Nikulin
  - 9 bateria
  - 10 bateria
- 6 morski ciężki dywizjon artylerii - d-ca ppor. Drobotow
  - 11 bateria
  - 12 bateria
- 7 morski ciężki dywizjon artylerii
  - 13 bateria
  - 14 bateria